# میدان پیروزی مینسک

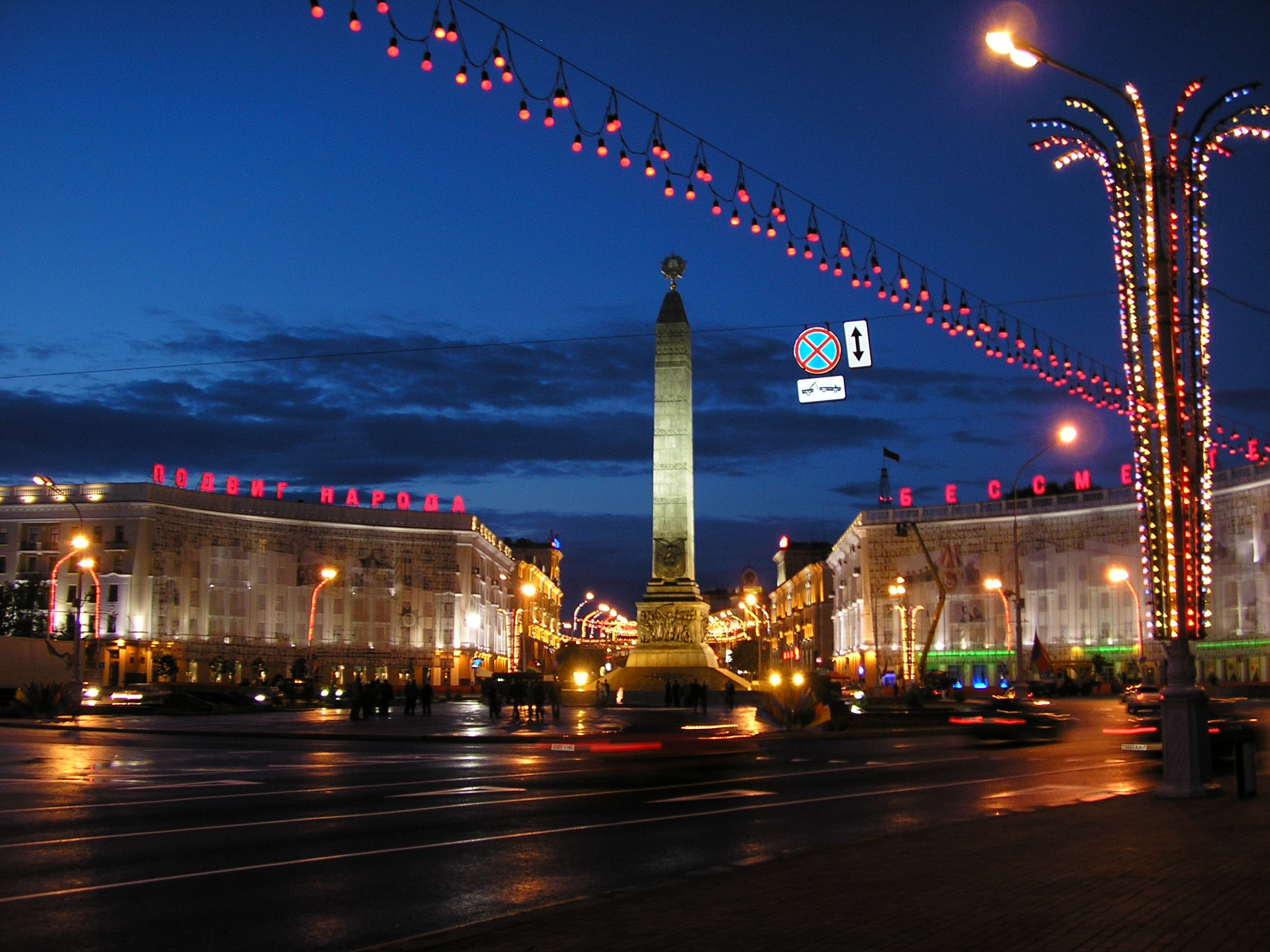
میدان پیروزی

میدان پیروزی میسنک بلاروسی: Пло́шча Перамо́гі به صورت مربع در مرکز شهر و در تقاطع خیابان‌های استقلال-زاخاراو شهر مینسک بلاروس واقع شده است. در اطراف این میدان موزه‌ی کنگره‌ی RSDRP و دفاتر رادیو و تلویزیون بلاروس قرار گرفته‌است. رژه‌های نظامی نیروهای نظامی بلاروس در مقابل این میدان انجام می‌گیرد.

## نگارخانه

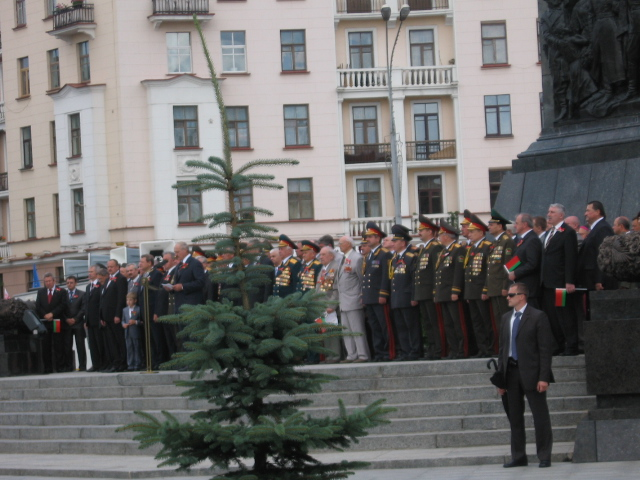
محل استقرار فرماندهان نظامی بلاروس
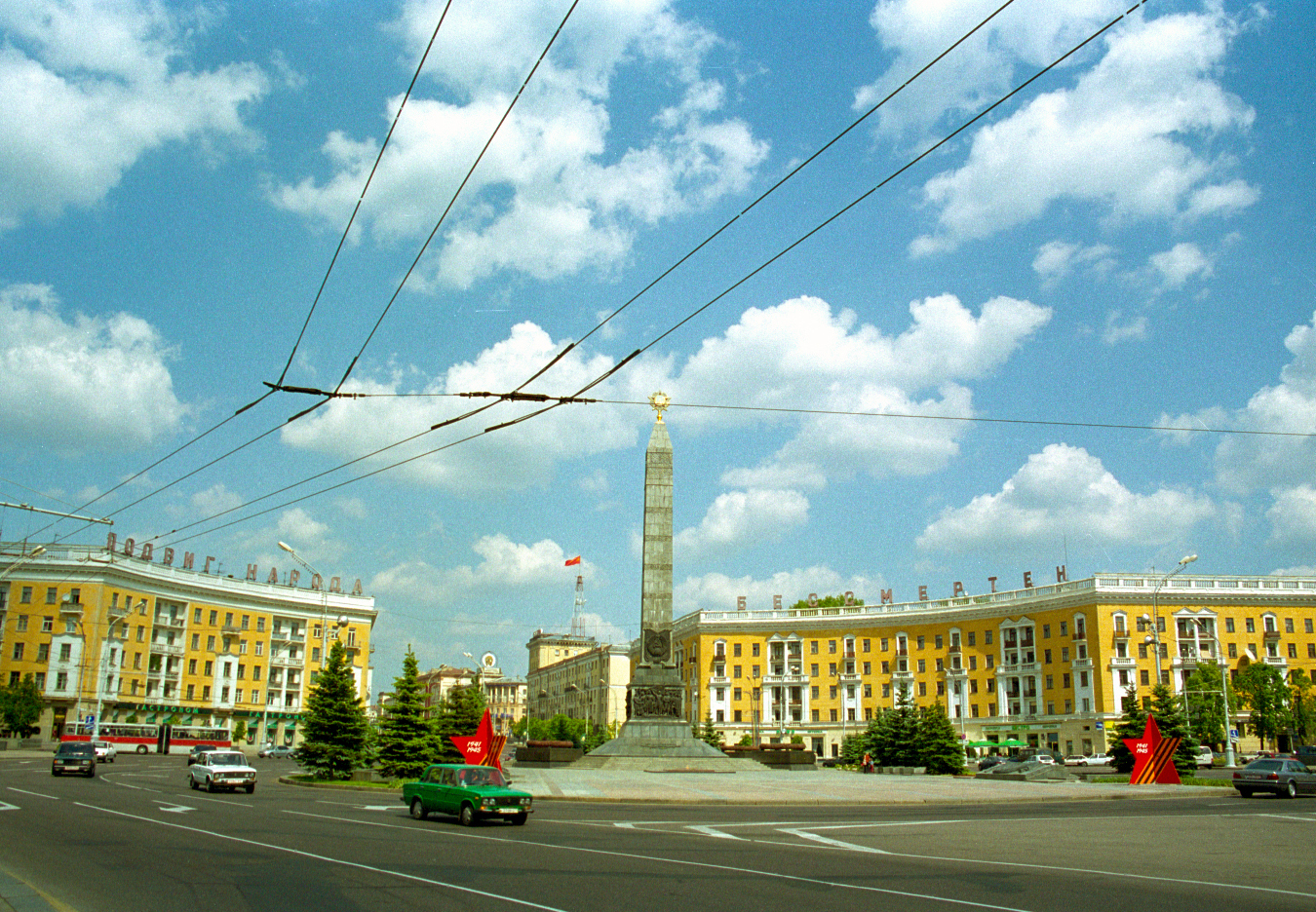
میدان پیروزی در یک روز بهاری